# Lazzaro Cattaneo
Lazzaro Cattaneo (Sarzana, 1560 – Hangzhou, 19 gennaio 1640) è stato un missionario gesuita italiano.

## Biografia
Nato a Sarzana nel 1560, si stabilisce nel 1590 nella città di Shaoguan, nella provincia del Guangdong, dove già si trovava Matteo Ricci insieme al quale si applicò allo studio del cinese.
Nello stesso tempo decise di adottare per la prima volta l'abito dei letterati in occasione delle visite ai mandarini. L'abito poneva gli italiani su una posizione di parità con i funzionari cinesi, cui si presentarono da allora in poi come letterati dell'Estremo Occidente venuti in Cina per ammirarne la civiltà e far conoscere la propria. 
Nel 1598, al seguito del mandarino Wang Chung-ming, visitò Nan-ch'ang e, insieme a Ricci, Nanchino e Pechino, dove giunse il 7 settembre. Chiamato da Nanciano a Nanchino, con il compagno Padre Giovanni Rocci, edificò la Chiesa locale, convertendo 1.100 neofiti in due anni, fra i quali i magistrati lì operanti.
Fornito di una buona cultura musicale, tanto da poter insegnare ai suoi confratelli a suonare il clavicembalo, nel 1598 Cattaneo assistette Ricci nella compilazione di un dizionario della lingua cinese nel quale per la prima volta nella storia della sinologia e per merito suo, erano annotati i toni e le aspirazioni dei vari monosillabi di cui quella lingua si compone.
Dal 1608 al 1610 Cattaneo fu a Shanghai, chiamato da Xu Guan Qi.

## Opere
- Hsing-ling i Chu (Introductio animae ad Deum)
- Hui-tsui yao-chih (De dolore peccatorum)
- Shenhou pien (De altera vita)